# Soví dům
Soví dům (v anglickém originále The Owl House) je americký animovaný televizní seriál vytvořený Danou Terrace a produkovaný Disney Television Animation. Seriál měl premiéru 10. ledna 2020 na Disney Channel. 
V listopadu 2019 byla série obnovena na druhou sezónu před premiérou série, která měla premiéru 12. června 2021. V květnu 2021 byla série obnovena na třetí sezónu sestávající ze tří speciálů, před premiérou druhé série, která byla později oznámena jako poslední sezóna, která bude mít premiéru v roce 2022.

## Děj seriálu
Luz je sebejistá dospívající lidská dívka která náhodou narazí na portál do říše démonů. Místo toho aby šla do Reality Check Campu, letního tábora pro mladistvé v Detroit Lakes v Minnesotě, projde portálem a v říši se spřátelí s rebelskou čarodějnicí Edou přezdívanou "Soví dáma" a jejím rozkošným spolubydlícím démonem jménem Král (v originále King). Navzdory tomu že neumí kouzlit a nemá magické schopnosti má Luz sen stát se čarodějnicí. Proto se rozhodne sloužit jako učednice Edy v Sovím domě kde později najde nové přátele.

## Obsazení

### Hlavní postavy
| Sarah-Nicole Robles | Luz Noceda, (český dabing: Silvie Matičková)  |
| Wendie Malick       | Eda Clawthorne, (český dabing: Vanda Károlyi) |
| Alex Hirsch         | Král, Houk, (český dabing: Petr Neskusil)     |

### Vedlejší postavy
| Tati Gabrielle      | Willow, (český dabing: Alžběta Volhejnová)        |
| Issac Ryan Brown    | Gus, (český dabing: Mateo Klimek)                 |
| Mae Whitman         | Amity, (český dabing: Anežka Saicová)             |
| Parvesh Cheena      | Tibbles, (český dabing: Pavel Tesař)              |
| Eden Riegel         | Boscha, (český dabing: Adéla Nováková)            |
| Bumper Robinson     | Ředitel Hrbol, (český dabing: Zdeněk Mahdal)      |
| Cissy Jones         | Lilith Clawthorne, (český dabing: Petra Jindrová) |
| Jorge Diaz          | Mattholomule, (český dabing: Jakub Nemčok)        |
| Ryan O'Flanagan     | Edric Blight, (český dabing: Ondřej Havel)        |
| Erica Lindbeck      | Emira Blight, (český dabing: Berenika Kohoutová)  |
| Isabella Rossellini | Netopýří královna, (český dabing: Radka Stupková) |
| Elizabeth Grullon   | Camilia Noceda, (český dabing: Anna Brousková)    |
| Dana Terrace        | Tiny Nose                                         |
| Roger Craig Smith   | Warden Wrath                                      |
| Mela Lee            | Kikimora, (český dabing: Anna Brousková)          |
| Matthew Rhys        | Císař Belos, (český dabing: Martin Zahálka)       |
| Zeno Robinson       | Hunter, (český dabing: Robert Hájek)              |

## Vysílání
| Řada | Díly | Premiéra v USA  | Premiéra v USA  | Premiéra v ČR | Premiéra v ČR |
| Řada | Díly | První díl       | Poslední díl    | První díl     | Poslední díl  |
| ---- | ---- | --------------- | --------------- | ------------- | ------------- |
| 1    | 19   | 10. ledna 2020  | 29. srpna 2020  | vysíláno      | vysíláno      |
| 2    | 21   | 12. června 2021 | 28. května 2022 | vysíláno      | vysíláno      |
| 3    | 3    | 15. října 2022  | 8. dubna 2023   | vysíláno      | vysíláno      |